# Кірга
Кірга́ (рос. Кирга) — село у складі Ірбітського міського округу Свердловської області.
Населення — 614 осіб (2010, 649 у 2002).
Національний склад населення станом на 2002 рік: росіяни — 96 %.